# Klein Bünzow
Klein Bünzow ist eine Gemeinde im Landkreis Vorpommern-Greifswald. Sie wird seit dem 1. Januar 2005 vom Amt Züssow mit Sitz in Züssow verwaltet. Bis zum 31. Dezember 2004 gehörte die Gemeinde zum Amt Ziethen. Sie hat 762 Einwohner (Stand: 31. Dezember 2015).

## Geografie

### Geografische Lage
Klein Bünzow ist eine flächenmäßig recht große Gemeinde im Landkreis Vorpommern-Greifswald. Sie liegt in einer flachen waldarmen Region ohne größere Erhebungen und Gewässer.
Die Gemeinde liegt etwa sechs Kilometer nordwestlich von Anklam und rund 18 Kilometer östlich von Gützkow.

### Gemeindegliederung
| Ortsteile - Groß Bünzow - Groß Jasedow - Klein Bünzow - Klitschendorf | - Pamitz - Ramitzow - Salchow | Wüstungen und Wohnplätze - Krakow (Wohnplatz) |

### Nachbargemeinden
Das sind: Karlsburg im N, Rubkow im O, Ziethen im S, Groß Polzin im SW, Schmatzin im W und Züssow im NW.

## Geschichte

### Klitschendorf
Klitschendorf wurde urkundlich erstmals 1257 als Clitsckindorp genannt. 1648 taucht nach vielen verschiedenen Schreibungen der aktuelle Namen auf. Auch danach sind noch andere Schreibungen bekannt. Der Name soll auf den Stift Clits zurückzuführen sein. Es scheint der Endung ..dorf.. nach eine frühdeutsche Gründung zu sein. Um 1548 war das bereits bestehende Gut im Besitz der Familie von Bünning, die vielerorts in Vor-Pommern mit verschiedenen Schreibweisen früh Erwähnung fand.
Als Besitzer des Gutes wurde Baron Gustav Gotthelf Hans von Kirchbach verzeichnet, der noch 1836 in den preußischen Freiherrenstand bestätigt wurde. 1838 verkaufte er es an G. Liphardt, der verpachtete es seinem Bruder H. Liphardt. Dieser Besitz ist noch in alten Matrikeln 1857 sowie 1865 verzeichnet. Klitschendorf hatte 1865 46 Einwohner in 8 Familien. An Bauten waren vorhanden: 3 Wohn- und 8 Wirtschaftsgebäude. 1914 führt das damalige Pommersche Güter-Adressbuch die Siemssen`schen Erben als Gutsbesitzer auf. Pächter war Franz Peters. 

Das Dorf ist eine Streusiedlung mit einigen externen Siedlungshöfen. Vom Gut sind heute noch überbaute Reste vorhanden.
Klitschendorf hatte am 31. Dezember 2014 28 Einwohner mit Hauptwohnung und drei mit Nebenwohnung. Am 31. Dezember 2015 hatte der Ort 26 Einwohner mit Hauptwohnung und drei mit Nebenwohnung.

### Groß Bünzow

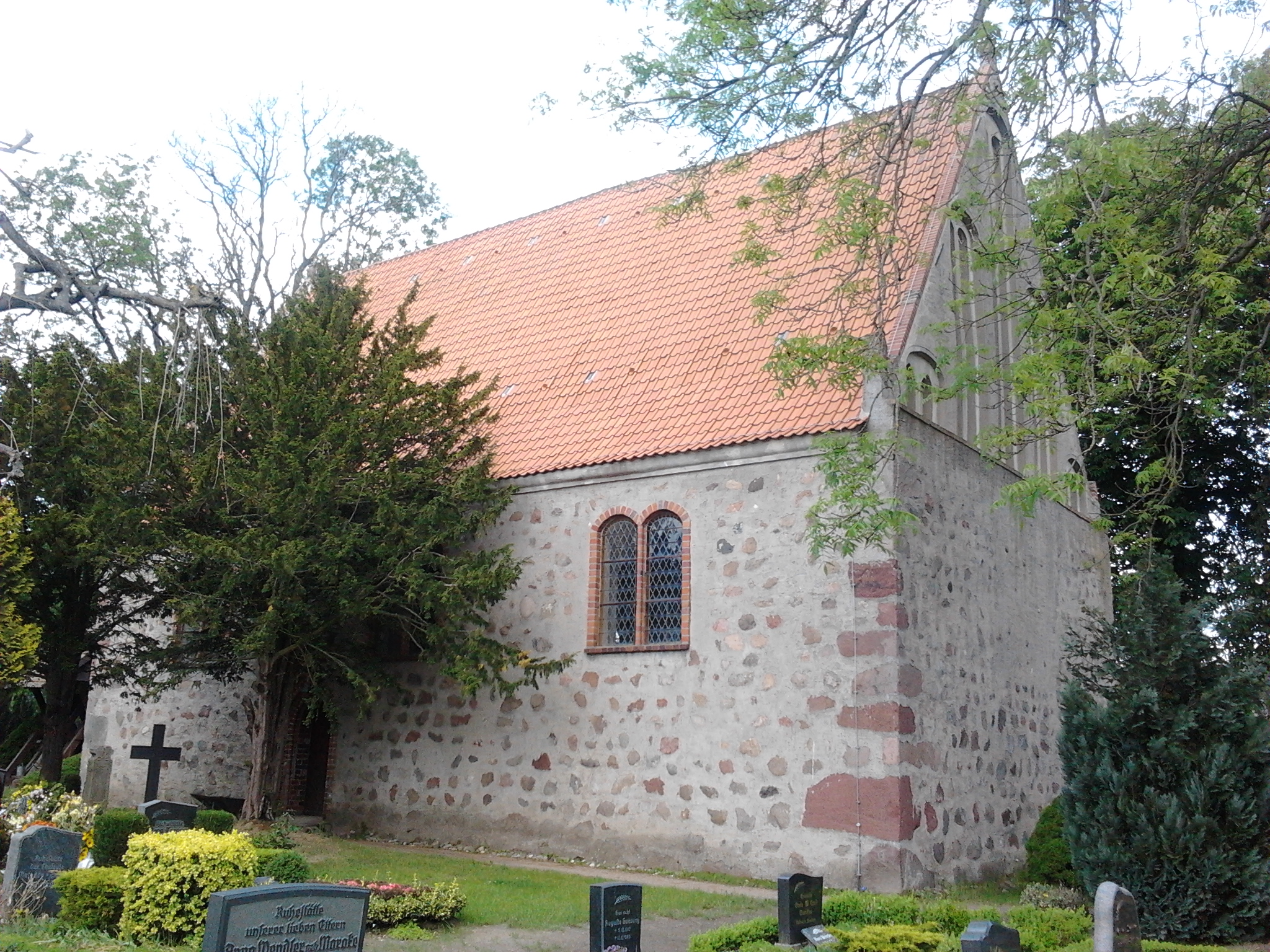
Kirche Groß Bünzow

Groß Bünzow wurde 1257 als Bunessowe urkundlich genannt. 1300 wurde erstmals nach Groß und Klein Bünzow unterschieden, hier mit der Bezeichnung majorem Bunsow. Danach gibt es sehr viele urkundliche Schreibweisen, erst 1859 wird heutige Schreibweise eingeführt. Trotz seiner slawisch orientierten Schreibweise mit -ow, ist eine Namensdeutung durch den Personennamen Bünnink (auch Bünning) anzunehmen.
Groß Bünzow ist der Kirch- und Pfarrort der Gemeinde, das örtliche Gut wurde als Rittergut geführt. 1249 wurde Hinricus Dowat und 1267 Gherhardus Bünnink urkundlich genannt, beide waren mit Teilen in Groß Bünzow besitzlich. Die Dowat starben 1500 und die Bünnink´s 1626 aus. Für erstere kamen 1521 die Lepels, für letztere bereits 1618 die von Bassewitz. Die Wakenitz und Ihlenfeld werden in der Folge genannt, die Wakenitz mussten 1697 nach Prozessen verzichten, als Nachfolger und Meistbietender bei der Versteigerung war Andreas von Fürstenberg, der 1699 den Lehnbrief erhielt. Er war Capitain im Leibregiment der schwedischen Königin. Seine Söhne starben und seine Tochter Euphemie erbte das Anwesen. Sie heiratete Hauptmann Hans Gotthelf Adolf Freiherr von Kirchbach, der damit wohl seit 1756 Besitzer der Güter Groß Bünzow, Hohensee, Klitschendorf und Pamitz wurde. 1844/46 verkaufte Baron Julius von Kirchbach Groß Bünzow an Graf Helmuth von Schwerin, der es bis 1853 behielt. Ihm folgte Major Freiherr Ferdinand von Otterstedt. Der Gothaische Hofkalender gibt dann folgend dem wegen späterer Adelslegimitation seiner Vorfahren aus dem Briefadel stammenden Wilhelm Karl von Bornstaedt-Relzow als Besitzer an. Später folgte die Familie des Familie des Hauptmanns Oskar von Suchodoletz (1876–1934), verheiratet mit Lisa von Seebach, die als Witwe bis in die 1970er Jahre in Greifswald lebte.
1865 hatte Groß Bünzow 109 Einwohner in 20 Familien. An Bauten waren vorhanden: 1 Kirche, 1 Schule, 9 Wohn- und 13 Wirtschaftsgebäude, sowie 1 Fabrik (Windmühle). Das Rittergut wurde nach der Wirtschaftskrise aufgesiedelt, das 65 ha Restgut betreute der Landwirt Bruno Griefahn.
Das Dorf war ein Angerdorf, erst nach 1945 wurde das Bild der Ansiedlung durch die Neubauernsiedlungen und neuere Wohnbauten an der Straßenkreuzung der K 15 verändert. Das Gut ist mit dem Gutshaus noch teilweise erhalten.
Groß Bünzow wurde am 1. Juli 1950 eingemeindet. Groß Bünzow hatte am 31. Dezember 2014 gemeldet 79 Einwohner mit Hauptwohnung und 2 mit Nebenwohnung. Für den Ort waren am 31. Dezember 2015 mit Hauptwohnung 79 Einwohner nachgewiesen, und 2 mit Nebenwohnung.

### Groß Jasedow
Groß Jasedow wurde erstmals in der Lubinschen Karte 1618 als „Jasdow“ genannt. Groß Jasedow ist eine slawische Gründung, der Name ist bislang nicht gedeutet.
Das Dorf war ein Rittergut, das eine Pertinenz zum Gut Karlsburg war. Schon in der zweiten Hälfte des 18. Jahrhunderts gehörte das Gut Carl Heinrich Behrend von Bohlen, wie im Hausbuch der Bismarck-Bohlen nachzulesen ist. Theodor Alexander Friedrich Philipp Graf von Bismark-Bohlen war seit 1828 Besitzer des Gutes, Groß Jasedow wurde als Vorwerk geführt und war berühmt durch seine Schweinezucht.
1865 hatte Groß Jasedow 117 Einwohner in 19 Familien. An Bauten waren vorhanden: 9 Wohn- und 10 Wirtschaftsgebäude.
Das Dorf wird seit 1863 von der Bahnstrecke Angermünde-Stralsund tangiert. Die Dorfanlage war ursprünglich lt. MTB 1880 ein Gutsdorf mit dem Gut und der obligatorischen Landarbeiter-Katenreihe. Nach dem Zweiten Weltkrieg wurde durch die Neubauernhöfe und andere Bebauungen ein typisches halbkreisförmiges Angerdorf gebildet, das zum Gut und zur Bahnstrecke offen ist. Der Park des Gutes wurde nach dem Krieg auch teilweise bebaut.
Das ehemalige Gutsgelände ist heute noch teilweise erhalten, mit Verwalterhaus, Tabakscheune, Stallungen und Stallspeicher. Die Tabakscheune hatte später Nutzungen als Schafstall, Schmiede und Stellmacherei, da der Tabakanbau bei den hiesigen Bodenverhältnissen nicht ertragreich war.
Groß Jasedow hatte am 31. Dezember 2014 88 Einwohner mit Hauptwohnung und 4 mit Nebenwohnung.
Groß Jasedow hatte am 31. Dezember 2015 85 Einwohner mit Hauptwohnung und 3 mit Nebenwohnung.

### Pamitz

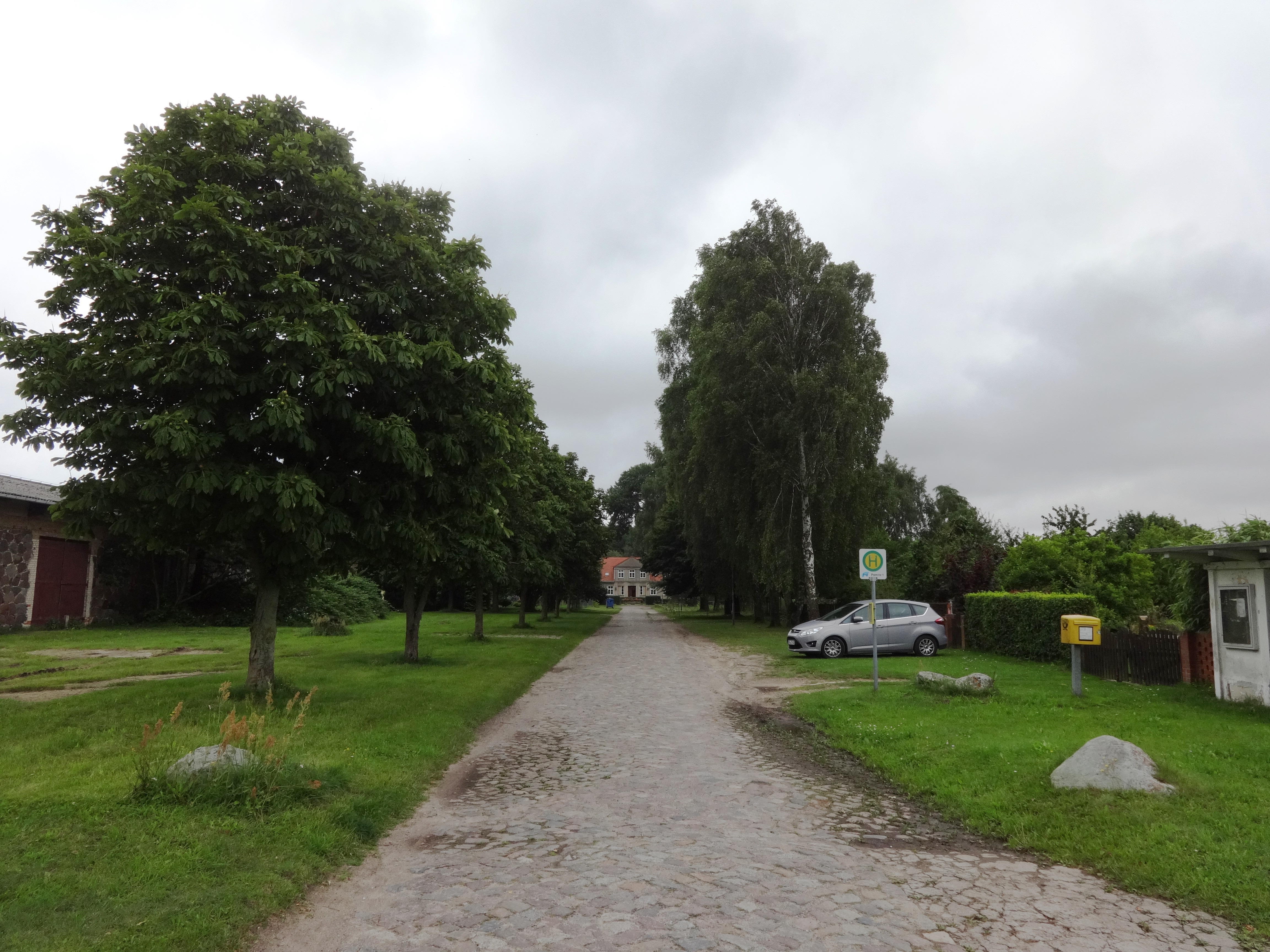
Gutshaus in Pamitz

Pamitz war stets eine Pertinenz zu Groß Bünzow. Deshalb wird es als Besitzung den Lepels, Wakenitze, von Fürstenberg und dann den Kirchbachs zuzuordnen sein. Es wurde im Dreißigjährigen Krieg total zerstört und fiel wüst.
Pamitz wurde urkundlich erstmals 1694 als Pamitzow genannt. Der Name ist nicht gedeutet. Erst Mitte des 18. Jahrhunderts wurde es von der Familie von Kirchbach wieder aufgebaut. Bei dieser Familie blieb es bis 1835. Das Gut wurde dann an Carl Felix Bernhard von Buggenhagen auf Buggenhagen verkauft. In dessen Besitzzeit wurde in Pamitz eine Ziegelei aufgebaut, die sich aber nicht bewährte und wieder aufgegeben wurde. Dessen Erben verkauften es 1847 an Leopold Rudolph von Oertzen, seinerzeit Landrat des Anklamer Kreises. Oertzen war der Erwerb mit einer so genannten Geld-Kavel seines Vaters möglich geworden. Oertzen war zweimal verheiratet und wurde später Geheimer Regierungsrat. Sein erster Schwiegervater war der Staatsminister Ludwig von Lützow-Boddin. Letztlich konnte er aber Gut Pamitz nicht halten. Seine älteren Söhne schlugen dann militärische Karrieren ein, Karl Ludwig von Oertzen und Fritz von Oertzen wurden beide Generalleutnant; sein Sohn aus zweiter Ehe Detwig wurde Pastor und Orient-Missionar. Pamitz gehörte dann vor 1893 kurz dem Offizier Rudolf Graf von Baudissin, dessen jüngster Sohn Leutnant Graf Werner von Baudissin in Pamitz geboren wurde. Bald fiel Pamitz nachfolgend in bürgerliche Hände. Nach 1900 übernahm es der Landwirt Ernst Krog, vor 1914 Felix Schlesinger aus Berlin-Grunewald. Das Dorf blieb ein Gutsdorf, aber etwa in den 1920er Jahren durch Bauernhöfe in Richtung Nordosten erweitert. Das Gut und sein Park sind heute noch relativ gut erhalten. Nach der Aufsiedlung des Gutes bestanden 1939 vierzehn Erbhöfe im ungefähren Mittelwert um die 25 ha. Der größte landwirtschaftliche Betrieb beinhaltete 102 ha und stand im Eigentum der Familie Karl Vathje.
Pamitz hatte 1865 114 Einwohner in 19 Familien. An Bauten waren vorhanden: 6 Wohn- und 12 Wirtschaftsgebäude.
Am 1. Januar 1951 kam Pamitz zu Wahlendow. Pamitz hatte am 31. Dezember 2014 75 Einwohner mit Hauptwohnung und 2 mit Nebenwohnung. Am 31. Dezember 2015 hatte Pamitz 74 Einwohner mit Hauptwohnung und 2 mit Nebenwohnung.

### Ramitzow
Ramitzow wurde erstmals 1257 als Ramessowe und auch Rameshowe urkundlich erwähnt. Es ist eine slawische Gründung, der Name ist nicht gedeutet. Drei slawische Siedlungen südlich des Dorfes sind ein archäologischer Nachweis für die Gründung.
Im 15. Jahrhundert wurde es als Dominal geführt. 1495 übergab es Herzog Bogislaw X. an Hans Wulffe im Tausch gegen die von dessen Schwiegervater Roloff von dem Borne erhaltene Begüterungen in Pritzwald bei Wusterhusen. Mit Ramitzow waren Daugzin und Relzow als Besitz verbunden. Die Besitzer waren auch in der Folge in Relzow wohnhaft. 1611 verpfändet Karsten Wolff (wie er sich jetzt nannte) die Güter Ramitzow, Daugzin und Relzow für 18 Jahre an Christoph von Owstin. Die Verpfändungen reichen dann ständig wechselnd bis Mitte des 18. Jahrhunderts. Dann erwarb es die Familie von Hertell, von der der Hofjägermeister August Gualter Hermann von Hertell-Poggelow 1818 genannt wurde. Er starb 1848 und hinterließ es seiner zweiten Witwe Bertha von Krauthoff-Groß Bünzow und den minderjährigen Kindern. Zwischenzeitlich war es so wohl im Besitz des Gutsherrn von Krauthoff, bevor es 1863 vom inzwischen volljährigen Rittmeister Hermann von Hertell-Grünrade (1837–1906) zurückerworben wurde. 1865 verpachtete der es an Wichmann.
1865 hatte Ramitzow 77 Einwohner in 11 Familien. An Bauten waren vorhanden: 1 Schule, 8 Wohn- und 7 Wirtschaftsgebäude.
Die Dorfanlage ist 1880 ein Gutsdorf, das sich aber in jüngerer Zeit in ein Straßen- und Haufendorf gewandelt hat. Vom Gut sind noch das Gutshaus von 1840, das als Verwalterhaus des Vorwerkes diente, ein Stallgebäude und der Restpark vorhanden. Für den 1914 ist die Gutsgröße von 328 ha belegt. In den 1930er Jahren gehörte das Rittergut Ramitzow zum Gutsbereich des Gutes Daugzin, Besitzer Hermann von Hertell, Verwalter Dr. Helmut Liese.
Ramitzow hatte am 31. Dezember 2014 54 Einwohner mit Hauptwohnung und 2 mit Nebenwohnung. Ramitzow hatte dann am 31. Dezember 2015 mit Hauptwohnung 56 Einwohner und 2 mit Nebenwohnung.

### Salchow
Salchow wurde 1257 erstmals urkundlich als Selechowe bei der Weihe der Ziethener Kirche urkundlich genannt. Der slawische Name bedeutet sowohl vom Stamm, als auch wünschen. Südlich von Salchow, bei den Salchower Scheunen ist eine slawische Siedlung nachgewiesen, die die slawische Gründung bestätigt.
Salchow war stets ein Rittergut. Seit 1303 befand sich das Gut im Besitz der Familie von Zastrow (auch Sastrow und Zastrowe genannt). 1570 verkauften die Brüder Claus und Peter von Zastrow an die Familie Santz(en) auf Murchin. Danach wechselten die adeligen Besitzer und das Gut wurde in Teile aufgesplittet, z. B. Lepel, Netzow, Wussow und u. a. Christoph von Eickstedt. Er war Erbküchenmeister von Alt-Vorpommern, Landrat a. D. und Hauptmann in schwedischen Diensten. 1783 kamen dann die Güter Salchow und Jargelin (Pertinenz zu Salchow) an die pommersche Familie von Krauthoff, an Georg Christian von Krauthoff. Eine überlebende Tochter der Familie, Friederike (1786–1862), heiratete Heinrich von Below-Wendhof (1781–1821), die Witwe behielt die beiden Güter und gab sie 1851 an ihre Söhne weiter. So kam das Gut Salchow an Eduard Friedrich Wilhelm von Below (1815–1894), liiert seit 1842 mit Marie von Quistorp. Gut Jargelin wiederum erhielt der Bruder Heinrich im gleichen Jahr.
1865 hatte Salchow 152 Einwohner in 26 Familien, darunter 1 Eigentümer und 6 Familienangehörige, 4 Verwalter, 6 Knechte und 5 Mägde, 17 männliche und 11 weibliche Tagelöhner, 3 Handwerker, 2 Dienstboten und 1 Erzieher der Herrschaft. An Gebäuden waren vorhanden: 1 Schule, 3 andere öffentliche Gebäude, 14 Wohnhäuser und 12 Wirtschaftsbauten.
Seit 1863 wird das Dorf von der Bahnstrecke Angermünde-Stralsund tangiert, hatte ehemals einen Haltepunkt (Salchower Weiche) in Verbindung mit einer Blockstelle. Seit deren Auflassung haben Schranken- und Bahnwärterhaus von 1880 heute keine Funktion mehr.
1905 gehörte das noch bestehende Rittergut dem Allgemeinen Hannoverschen Klosterfond. Als Pächter agierte Oberamtmann Wilhelm von Lengerke. Der Klosterfond selbst betreute mehrere Güter in der vorpommerschen Region und ist heute als Klosterkammer Hannover tätig. Die Dorfform von Salchow war ursprünglich ein Gutsdorf, das änderte sich aber in den 1920er Jahren, als an der ehemaligen Reichsstraße 109 (heute B 109) erst ein Chausseewärterhaus und später dort entlang der Straße mehrere Siedlungshöfe angelegt wurden. Damit wurde Salchow eine Streusiedlung. Der Gutshof ist noch relativ gut erhalten, das Herrenhaus wurde saniert. Auch der Gutspark ist erhalten, lediglich die ursprünglich so genannten Salchower Scheunen, wohl abgesondert zum Gut gehörig, wurden modern überbaut. Organisiert durch die örtliche Neonazi-Szene ist Salchow als Veranstaltungsort rechtsextremer Konzerte mehrmalig in Erscheinung getreten.
Der Ortsteil hatte am 31. Dezember 2014 mit Hauptwohnung 146 Einwohner und 3 mit Nebenwohnung und am 31. Dezember 2015 142 Einwohner mit Hauptwohnung und 3 mit Nebenwohnung.

### Klein Bünzow

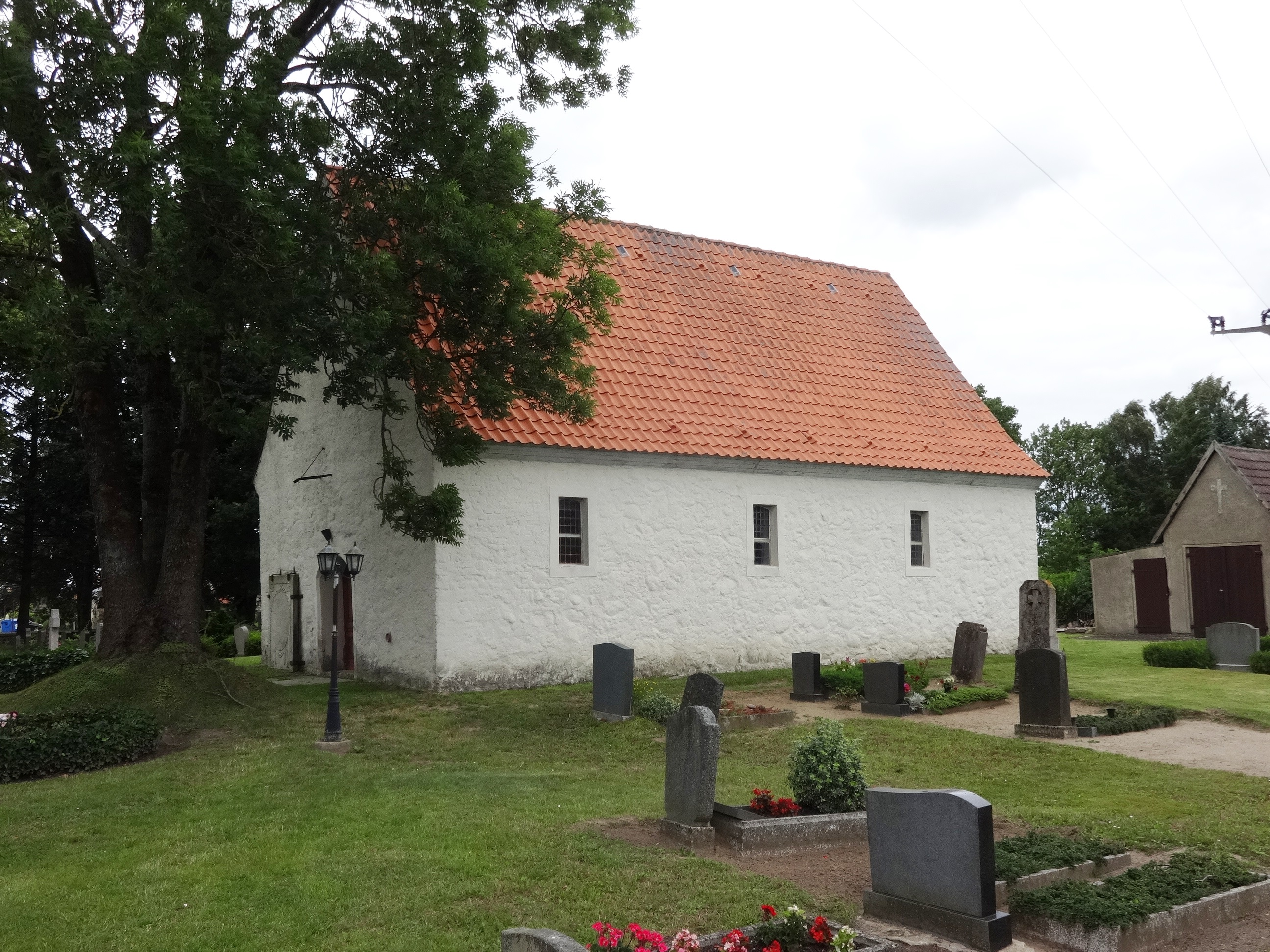
Dorfkirche Klein Bünzow

Klein Bünzow wurde erstmals 1300 mit minorem Bunsow urkundlich genannt. Die Namensdeutung – siehe Groß Bünzow.
Klein Bünzow ist eine slawische Gründung und war auch wohl noch länger von den Wenden besiedelt, die frühdeutsche Siedlung wurde mit Groß Bünzow angelegt, wie beide Namen anzeigen.
Als erste nachweisliche Besitzer sind 1420 die von Owstin (auch Austin genannt) bekannt. Sie erbauten in Klein Bünzow eine Burg mit Wassergraben, die aber auch in Resten nicht mehr sichtbar ist. Zu Zeiten des Christoffer Owstin (1559–1629) brannte die Burg ab und wurde wegen des Dreißigjährigen Krieges nicht wieder aufgebaut. Owstin war herzoglicher Rat und Landrat bei den Herzögen Ernst Ludwig, Bogislaw XIII. und Philipp Julius. 1780 verkauften die Owstine an Martin Friedrich Kruse, der später geadelt wurde. Klein Bünzow war bis 1808 auch noch Bauerndorf mit 8 Höfen. Diese Höfe werden gelegt und zum Gut geschlagen. Bekannt war 1821 als Besitzer Wilhelm von Kruse auf Neetzow, dessen Sohn (auch Wilhelm genannt und † 1866) verkaufte 1848 an Amadeus Westphal-Rewoldt, der auch auf Groß Polzin saß und mit seiner Ehefrau die Rechten und Pflichten des örtlichen Kirchenpatronats übernahmen.
Mit dem Bau der Bahnstrecke Berlin–Stralsund von 1862/63, die an Klein Bünzow vorbeiführt, erhielt der Ort einen Bahnhof. Sein Schwerpunkt verlagerte sich anschließend in Richtung der Bahngleise. Damit war der Ort in drei Teile zersplittert, das Gutsdorf mit Kirche und Anger, die Bahnhofssiedlung mit einigen Bauernhöfen und die Chaussee-Siedlung mit Krug und Mühle. Klein Bünzow besaß zu dieser Zeit eine vergleichsweise große Bedeutung, da von dem Ort aus insgesamt 16 Feldbahnen an die Bahnstrecke angeschlossen waren. 1898 entstand daher ein Bahnbeamtenhaus, in dem zwölf Arbeiter mit ihren Familien lebten. 1907 eröffnete eine Schule in der kleinen Gemeinde.
1865 hatte Klein Bünzow 153 Einwohner in 22 Familien. An Bauten waren vorhanden: 1 Kirche, 11 Wohn- und 14 Wirtschaftsgebäude.
Die Bahnhofssiedlung und die Chaussee-Siedlung wurden bis in die DDR-Zeit weiter mit den LPG-Ansiedlungen und Neubauten vergrößert.
Klein Bünzow hatte am 31. Dezember 2014 konkret 301 Einwohner mit Hauptwohnung und 19 mit Nebenwohnung und im Folgejahr 265 Einwohner mit Hauptwohnung und 20 mit Nebenwohnung.

### Krakow (Wohnplatz)
Krakow wurde erstmals 1256 als Cracow erwähnt. Es ist eine slawische Gründung, der Name ist nicht gedeutet. Es gehörte zu den Stiftungen der Herzöge für das Kloster Grobe in der Provinz Ziethen (damals Scithene genannt). Krakow ist nach der Nennung aber wüst gefallen, die Feldmark wurde dem Gut Karlsburg zugewiesen. Erst nach 1780 oder um 1809 war es von der Familie Kruse als Vorwerk Krakow wieder aufgebaut worden.
Krakow hatte 1865 13 Einwohner in 2 Familien. An Bauten waren vorhanden: 1 Wohn- und 2 Wirtschaftsgebäude.
Es ist im 21. Jahrhundert eine Streusiedlung aus Siedlungshöfen bereits seit 1880 (lt. MTB) an der K 16, die auch noch in den Touristikkarten geführt, aber inklusive der Einwohner zu Klein Bünzow gerechnet wird.

## Politik

### Gemeindevertretung und Bürgermeister
Der Gemeinderat besteht (inkl. Bürgermeister) aus 8 Mitgliedern. Die Wahl zum Gemeinderat am 26. Mai 2019 hatte folgende Ergebnisse:
| Partei/Bewerber        | Prozent | Sitze |
| ---------------------- | ------- | ----- |
| CDU                    | 47,23   | 4     |
| NPD                    | 15,57   | 1     |
| Einzelbewerber Reisaus | 12,40   | 1     |
| Einzelbewerber Fischer | 7,27    | 1     |
| Die Linke              | 7,07    | 1     |

Bürgermeister der Gemeinde ist Karl Jürgens (CDU), er wurde mit 70,39 % der Stimmen gewählt.

### Wappen, Flagge, Dienstsiegel
Die Gemeinde verfügt über kein amtlich genehmigtes Hoheitszeichen, weder Wappen noch Flagge. Als Dienstsiegel wird das kleine Landessiegel mit dem Wappenbild des Landesteils Vorpommern geführt. Es zeigt einen aufgerichteten Greifen mit aufgeworfenem Schweif und der Umschrift „GEMEINDE KLEIN BÜNZOW * LANDKREIS VORPOMMERN-GREIFSWALD“.

## Sehenswürdigkeiten

### Bauwerke

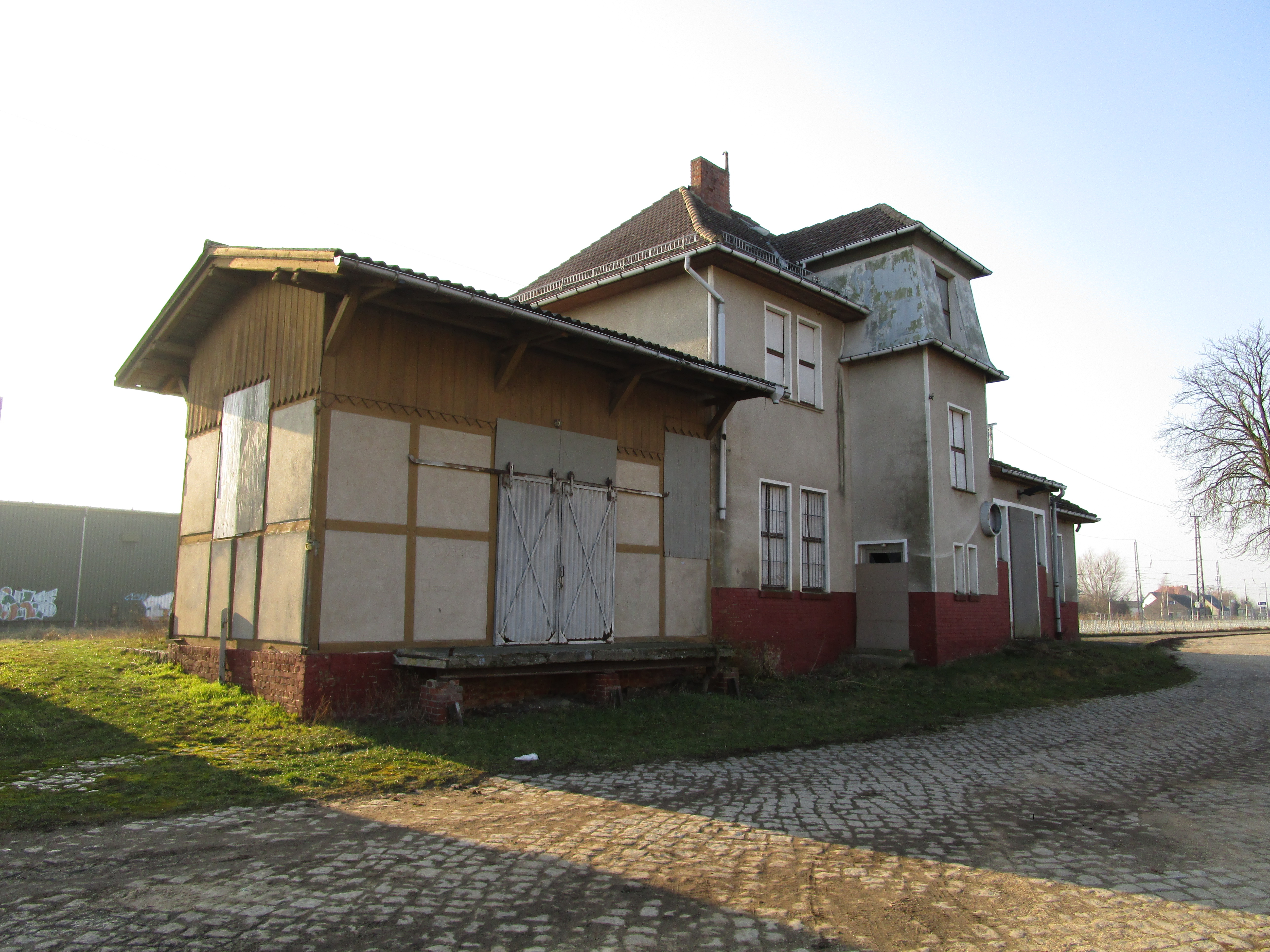
Alter Bahnhof Klein Bünzow

- Dorfkirche Klein Bünzow, turmlose Kapelle aus dem 13. Jahrhundert mit freistehendem Glockenturm
- Kirche Groß Bünzow, Feldsteinkirche aus dem 15. Jahrhundert mit freistehendem Glockenturm
- Gutshaus Groß Bünzow
- Ensemble Gutsdorf Salchow
- Bahnhof Klein Bünzow

## Wirtschaft und Infrastruktur

### Unternehmen
Die Gemeinde ist landwirtschaftlich geprägt. Sie hat nur wenige gewerbliche Betriebe. Bei Salchow befindet sich ein größerer Windenergiepark.

### Verkehr

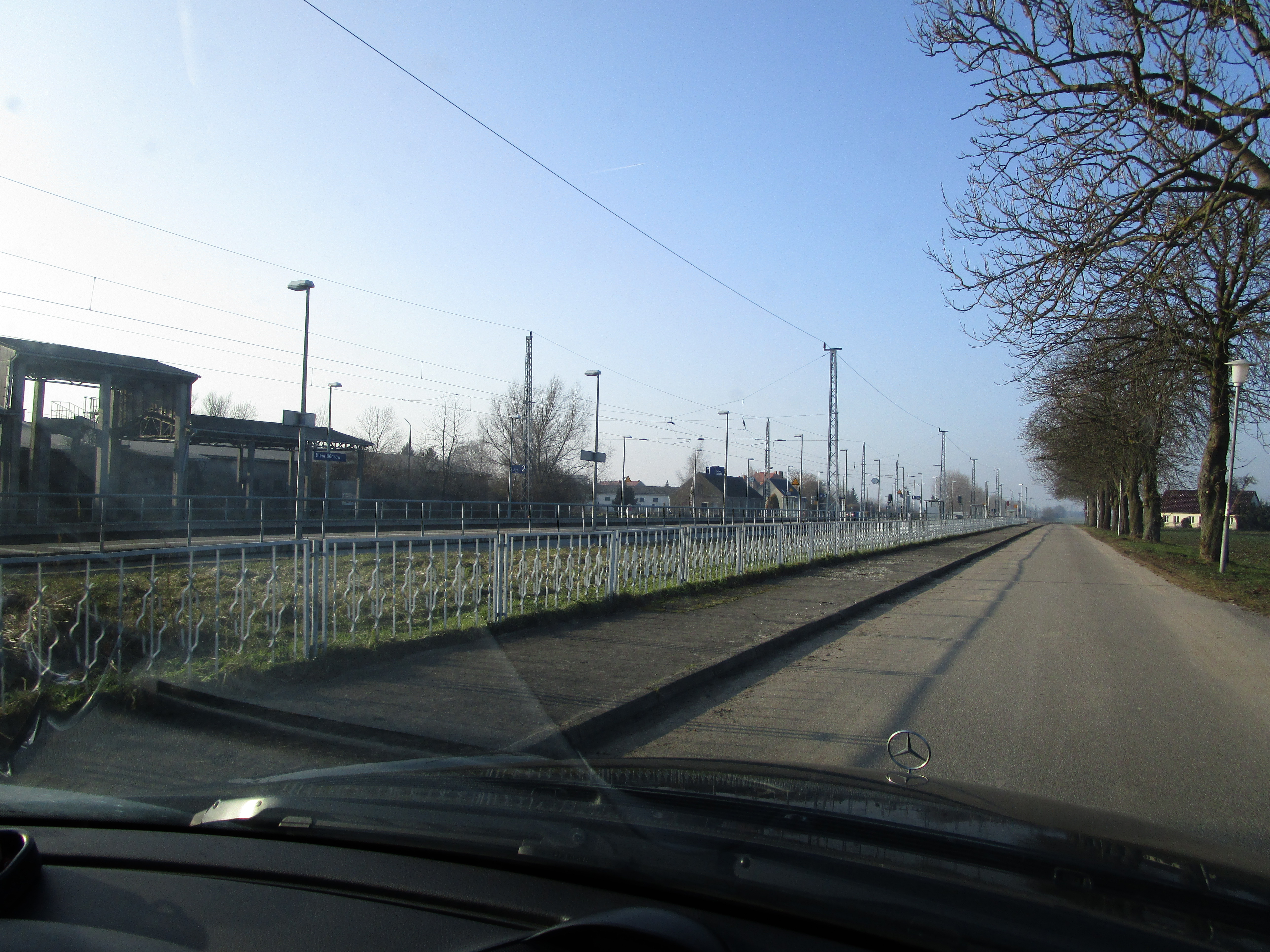
Moderner Haltepunkt Klein Bünzow

Durch die Gemeinde verläuft die Bundesstraße 109. Die Bundesautobahn 20 ist über die rund 20 Kilometer entfernte Anschlussstelle Gützkow erreichbar. Durch den namensgebenden Ort verläuft die Bahnlinie Stralsund–Berlin und hat dort einen alten Bahnhof sowie einen modernen Haltepunkt.

## Söhne und Töchter (Auswahl)
- Friedrich Katter (* 1842 in Groß-Bünzow; † 1913), deutscher Lehrer und Entomologe[31]
- Eduard von Below (* 1856 in Salchow; † 1942), preußischer General